# Be Without You
Cet article possède un paronyme, voir Be with you.
Singles de Mary J. Blige
MJB da MVP
(2005) One
(2006)
Be Without You est une chanson de l'artiste américaine Mary J. Blige issue de son septième album studio The Breakthrough. Elle sort en single le 13 septembre 2005 sous le label Geffen Records.

## Performance dans les hits-parades
| Classement (2005)                      | Meilleure position |
| -------------------------------------- | ------------------ |
| Allemagne (Media Control AG)           | 12                 |
| Australie (ARIA)                       | 30                 |
| Autriche (Ö3 Austria Top 40)           | 23                 |
| Belgique (Flandre Ultratop 50 Singles) | 42                 |
| Finlande (Suomen virallinen lista)     | 13                 |
| France (SNEP)                          | 22                 |
| Irlande (IRMA)                         | 4                  |
| Nouvelle-Zélande (RMNZ)                | 9                  |
| Pays-Bas (Nederlandse Top 40)          | 7                  |
| Royaume-Uni (UK Singles Chart)         | 32                 |
| Suède (Sverigetopplistan)              | 34                 |
| Suisse (Schweizer Hitparade)           | 5                  |
| États-Unis (Hot 100)                   | 3                  |
| États-Unis (R&B/Hip-Hop Songs)         | 1                  |
| États-Unis (Dance Club Songs)          | 1                  |

| Pays (2006) | Position |
| ----------- | -------- |
| Pays-Bas    | 73       |
| Suisse      | 53       |
| États-Unis  | 11       |